# Aricia pallidecanariensis
Aricia pallidecanariensis är en fjärilsart som beskrevs av Ruggero Verity 1928. Aricia pallidecanariensis ingår i släktet Aricia och familjen juvelvingar. Inga underarter finns listade i Catalogue of Life.